# Croix des Botmiliau
La croix des Botmiliau est située sur la commune de Boqueho en France.

## Localisation
La croix est située sur la commune de Boqueho au lieu-dit de Kernedret dans le département des Côtes-d'Armor, dans la région Bretagne.

## Historique
La croix est inscrite au titre des monuments historiques par arrêté du 31 mars 1926.